# Chrysler VZ-6
El Chrysler VZ-6 fue un vehículo de pruebas VTOL de flujo guiado estadounidense, diseñado y construido por Chrysler para el concurso Flying Jeep del Ejército de los Estados Unidos.

## Diseño y desarrollo
Ordenado en 1958, se construyeron dos VZ-6. Era un vehículo de forma rectangular con dos hélices tripala insertadas en las partes delantera y trasera. El motor Lycoming de 500 hp estaba localizado en el centro, propulsando las hélices de flujo guiado. También estaba equipado con faldones de goma alrededor del borde inferior del vehículo, de forma similar a un hovercraft.

## Historia operacional
El VZ-6 comenzó a realizar pruebas de vuelo cautivo en 1959, pero mostraron que el vehículo tenía sobrepeso y estaba infrapotenciado, con problemas de estabilidad lateral. Un intento de vuelo libre acabó con el VZ-6 dándose la vuelta, destrozándose, aunque el piloto escapó sin heridas serias. Ambos VZ-6 fueron desguazados en 1960.

## Operadores
Estados Unidos
- Ejército de los Estados Unidos

## Especificaciones
Referencia datos: Aerofiles

### Características generales
- Tripulación: Uno (piloto)
- Longitud: 6,6 m (21,5 ft)
- Altura: 1,57 m[3]
- Peso cargado: 1089 kg[3]
- Planta motriz: 1× motor bóxer de seis cilindros refrigerado por aire sobrealimentado y con reductora Lycoming GSO-480.
  - Potencia: 370 kW (510 HP; 503 CV)
- Hélices: 2× tripala por motor.
- Diámetro de la hélice: 2,59 m

## Aeronaves relacionadas

### Aeronaves similares
- Avro Canada VZ-9 Avrocar
- Piasecki VZ-8 Airgeep
- Curtiss-Wright VZ-7

### Secuencias de designación
- Secuencia VZ-_ (Aeronaves de investigación VTOL del Ejército estadounidense, 1956-1962): ← VZ-3 - VZ-4 - VZ-5 - VZ-6 - VZ-7 - VZ-8 - VZ-9 →